# کلود رنوا
کلود رنوا (انگلیسی: Claude Renoir؛ ۴ دسامبر ۱۹۱۳ – ۵ سپتامبر ۱۹۹۳) یک فیلم‌بردار اهل فرانسه بود. 

## فیلم‌شناسی
- اریحا
- آقای ونسان
- آلیس در سرزمین عجایب
- رود
- بوته چینی
- ماه عسل
- لافایت'
- باربارلا
- سوارکاران
- ماجرای داستان عشق
- ارتباط فرانسوی ۲
- بال یا ران
- جانوران
- پزشک
- مادام باترفلای
- تونی